# Gilocourt
Gilocourt é uma comuna francesa na região administrativa de Altos da França, no departamento de Oise. Estende-se por uma área de 6,93 km². Em 2010 a comuna tinha 661 habitantes (densidade: 95,4 hab./km²).